# Meadia
Meadia is een geslacht van straalvinnige vissen uit de familie van kuilalen (Synaphobranchidae). Het geslacht is voor het eerst wetenschappelijk beschreven in 1951 door Böhlke.

## Soorten
- Meadia abyssalis (Kamohara, 1938)
- Meadia roseni Mok, Lee & Chan, 1991